# Дмитриевка (Гурьевский район)
Дми́триевка — село в Гурьевском районе Кемеровской области. Входит в состав Урского сельского поселения.

## География
Центральная часть населённого пункта расположена на высоте 357 метров над уровнем моря.

## Население
По данным Всероссийской переписи населения 2010 года, в селе Дмитриевка проживает 170 человек (85 мужчин, 85 женщин).